# Abitur en douze ans

La désignation Abitur en douze ans ou Gymnasium en huit ans (souvent abrégé G8 ou Gy8) décrit le raccourcissement de la durée de la scolarité au lycée de neuf à huit années scolaires dans beaucoup de Länder en Allemagne. Dans les Länder de Berlin, Brandebourg et Mecklembourg-Poméranie-Occidentale, le raccourcissement est de sept à six années parce qu’ici l’école élémentaire va jusqu’à la sixième classe (dans le système allemand). L’argument principal pour ce raccourcissement est la longueur des durées de formation en Allemagne par comparaison avec les autres pays européens.
Passer l’Abitur après douze années en Allemagne de l’Est se pratique cependant déjà depuis longtemps.
|  | Land                               | Introduction                                      | Fin du changement               |
|  | ---------------------------------- | ------------------------------------------------- | ------------------------------- |
|  | Bade-Wurtemberg                    | oui                                               | 2012                            |
|  | Bavière                            | oui                                               | 2011                            |
|  | Berlin                             | oui                                               | 2012                            |
|  | Brandebourg                        | oui                                               | 2012                            |
|  | Brême                              | oui                                               | 2012                            |
|  | Hambourg                           | oui                                               | 2010                            |
|  | Hesse                              | oui                                               | 2013                            |
|  | Mecklembourg-Poméranie-Occidentale | oui                                               | depuis 2008 (1949 jusqu’à 2001) |
|  | Basse-Saxe                         | oui                                               | 2011                            |
|  | Rhénanie-du-Nord-Westphalie        | oui                                               | 2013                            |
|  | Rhénanie-Palatinat                 | oui (à plein temps dans les écoles projet pilote) | 2016                            |
|  | Sarre                              | oui                                               | depuis 2009                     |
|  | Saxe                               | oui                                               | depuis 1949                     |
|  | Saxe-Anhalt                        | oui                                               | depuis 2007 (1949 jusqu’à 2000) |
|  | Schleswig-Holstein                 | oui                                               | 2016                            |
|  | Thuringe                           | oui                                               | depuis 1949                     |

## Critiques
Les plus vives critiques émanent surtout des associations de parents, des professeurs et des élèves des Länder de l’Ouest. Malgré la disparition d’une année scolaire, le contenu des programmes scolaires élaborés pour treize années d’études n’est pas modifié et doit être enseigné en totalité, ce qui alourdit l’emploi du temps, obligeant les élèves à être à l’école jusqu’à 40 heures par semaine.
Cette nouveauté a entraîné dans certains lycées la construction d’une cantine où les élèves peuvent acheter un repas chaud, ce qui leur permet de tenir tout l’après-midi.

## Retour au G9 dans les Länder de l'Ouest
À la suite des nombreux problèmes apparus lors des expérimentations G8, et la pression critique qui s'est ensuivie, l'introduction obligatoire de l'Abitur en 12 ans a été remise en question dans de nombreux Länder ouest-allemands depuis 2013 et partiellement ou complètement retirée.
C'est la Basse-Saxe qui, en 2014, a en premier décidé de revenir au Gymnasium en 9 ans. Après une phase de transition, c'est en 2021 que tous les lycéens ont pu passer l'Abitur à l'issue de la 13e classe.
Dans les autres Länder de l'Ouest, seules Hambourg, Brême et la Sarre s'en tiennent actuellement (en 2022) au G8 comme modèle unique pour les lycées. Dans tous les autres Länder ouest-allemands, le G9 a soit été réintroduit en intégralité (par exemple en Bavière), soit est proposé comme alternative selon les lycées dans des proportions très différentes (Hesse à 95 %, Bade-Wurtemberg avec moins de 10 %). Cependant, la Sarre a décidé en mai 2022 un retour progressif intégral au lycée en 9 ans à compter de l'année scolaire 2022/2023.
Dans les nouveaux Länder (ex RDA), qui ont largement enseigné selon le G8 depuis la Seconde Guerre mondiale, ainsi qu'à Berlin, on ne perçoit en revanche pas de tendance vers le G9.